# Liste des singles de Johnny Hallyday
Cette page recense les singles de Johnny Hallyday.

## Les singles

### EP (Super 45 tours) Vogue (1960-1961)
| 1960 | 1961 |
| --- | --- |
| 1er EP (16 mars) - T'aimer follement - J'étais fou - Laisse les filles - Oh ! Oh ! Baby (en anglais) 2e EP (3 juin) - Souvenirs, souvenirs - Pourquoi cet amour - Je cherche une fille - J'suis mordu 3e EP (11 octobre) - Itsy bitsy petit bikini - Depuis qu'ma môme - Le plus beau des jeux - Je veux me promener 4e EP (24 novembre) - Le petit clown de ton cœur - Oui j'ai - Kili Watch - Ce s'rait bien | 5e EP (janvier) - Tu parles trop - Une boum chez John - Bien trop timide - Oui mon cher 6e EP (février 61) - Nous les gars, nous les filles - Mon septième ciel - Tu m'plais - Ce n'est pas méchant 7e EP (1er mars) - 24 000 baisers - Tu es là - Ton fétiche d'amour - Sentimental 8e EP (14 avril) - Tutti Frutti (live) - Knocked out (live) (en fait Not get out, orthographié Knocked out par erreur sur la pochette) (Laisse les filles en anglais) - Depuis qu'ma môme (live) - Oui j'ai (live) 9e EP (14 juin) - À New Orleans - Mon vieux copain - Hey Pony - Si tu restes avec moi |

### EP (Super 45 tours) Philips (1961-1969)
| 1961 | 1962 | 1963 |
| --- | --- | --- |
| 1re série (20 septembre) - Nous quand on s'embrasse - Douce Violence - Il faut saisir sa chance - Tu peux la prendre 2e série (25 septembre) - Viens danser le twist - Let's Twist Again (en anglais) - Avec une poignée de terre - Toi qui regrettes 3e série (1er décembre) - Wap dou wap - Twistin USA - Si tu me téléphones - Danse le twist avec moi | 4e série (2 février) - Retiens la nuit - Sam'di soir - Ya ya twist - La faute au twist 5e série (30 mars) - I Got a Woman - Be Bop a Lula - Maybellene - Blueberry Hill 6e série (16 mai) - Serre la main d'un fou - Dans un jardin d'amour - Laissez-nous twister - Une fille comme toi 7e série (27 juin) - Madison Twist - Hey baby - Pas cette chanson - Ce n'est pas juste après tout 8e série (20 octobre) - L'Idole des jeunes - Tout bas, tout bas, tout bas - C'est le mashed potatoes - Comme l'été dernier | 9e série (16 janvier) - La bagarre (live) - Statics (instrumental) (live) - I Got a Woman (live) 10e série (1er mars) - Tes tendres années - Elle est terrible - Poupée brisée - Mashed potatoes time 11e série (10 mai) - Les bras en croix - Quitte-moi doucement - Quand un air vous possède - Dis-moi oui 12e série (29 juin) - Da dou ron ron - Comme une ombre sur moi - Je ne danserai plus jamais - Douces filles de seize ans 13e série (31 octobre) - Pour moi la vie va commencer - Rien n'a changé - À plein cœur - Ma guitare |

| 1964 | 1965 | 1966 |  |
| --- | --- | --- |  |
| 14e série (15 janvier) - Excuse-moi partenaire - Tu n'as rien de tout ça - Quand je l'ai vue devant moi - J'abandonne mes amours 15e série (10 avril) - Dis-lui que j'en rêve - Bonne chance - Les guitares jouent - Je t'écris souvent 16e série (17 juin) - Les Mauvais Garçons - Ça fait mal - Pour moi tu es la seule - Mais je reviens Les rocks les plus terribles - volume 1 (11 septembre) - O Carole - J'ai oublié de me souvenir - Frankie et Johnny - Belle Les rocks les plus terribles - volume 2 (11 septembre) - Au rythmes et au blues - Tu me quittes - Susie Lou - Sally Les rocks les plus terribles - volume 3 (11 septembre) - Johnny reviens - Celui que tu préfères - Rien que huit jours - Lucille 17e série (24 octobre) - Le pénitencier - Toujours plus loin - One more time, encore une fois - Je te reverrai | 18e série (20 janvier) - Johnny lui dit adieu - On te montrera du doigt - Un ami ça n'a pas de prix - Maudite rivière 19e série (14 mai) - Quand revient la nuit - Les monts près du ciel - Tu ne me verras pas pleurer - Juste un peu de temps 20e série (21 juillet) - Mes yeux sont fous - Dans ce train - Reviens donc chez nous - Va t'en 21e série (22 octobre) - Mon anneau d'or - Ne joue pas à ce jeu-là - Laisse un peu d'amour - Ne pleure pas | 22e série (5 janvier) - Le diable me pardonne - Toi qui t'en vas - Pour nos joies et pour nos peines - Tu oublieras mon nom 23e série (23 janvier) - Je l'aime - Maintenant ou jamais - Jusqu'à minuit - N'y crois pas 24e série (10 mai) - Cheveux longs et idées courtes - Du respect - Les coups - Si tout change 25e série (20 septembre) - Noir c'est noir - Promenade dans la foret du Brabant (instrumental) - La génération perdue - Absolument Hyde Park (instrumental) 26e série (7 décembre) - Si j'étais un charpentier - On s'est trompé - Je veux te graver dans ma vie - La fille à qui je pense |  |

| 1967 | 1968 | 1969 |
| --- | --- | --- |
| 27e série (15 mars) - Hey Joe - Je crois qu'il me rend fou - La petite fille de l'hiver - Je suis seul BO de la série télévisée Les chevaliers du ciel (avril) - Les chevaliers du ciel - Jazz dans les nuages (instrumental) - Jet jerk (instrumental) - Amour violons et réacteurs (instrumental) 28e série (10 juin) - Amour d'été - J'ai crié à la nuit - Aussi dur que du bois - Je m'accroche à mon rêve 29e série (28 août) - Petite fille - Je n'ai jamais rien demandé - C'est mon imagination - Lettre de fans 30e série (20 octobre) - San Francisco - Fleurs d'amour et d'amitié - Mon fils - Psychedelic | 31e série (29 janvier) - L'histoire de Bonnie and Clyde - Le mauvais rêve - Mal - Hit parade EP Célébrations (mars) - Noir c'est noir - L'Idole des jeunes - Cheveux longs et idées courtes - Retiens la nuit 32e série (8 avril) - À tout casser - Ma vie à t'aimer - Cheval d'acier - Quand l'aigle est blessé 33e série (24 juin) - Entre mes mains - Jeune homme - Au pays des aveugles - Je n'ai pas voulu croire | 34e série (4 août) - Que je t'aime - Voyage au pays des vivants - Je suis né dans la rue (edit) - Viens |

### SP (45 tours 2 titres) (1967-1987)
| 1967                                                                                               | 1968 | 1969 |
| -------------------------------------------------------------------------------------------------- | --- | --- |
| (20 octobre) - San Francisco - Mon fils (avril) - Les chevaliers du ciel - Jet-jerk (instrumental) | (29 janvier) - Le mauvais rêve - Hit-parade (2 avril) - À tout casser - Cheval d'acier (29 avril) - Le ciel nous fait rêver (18 octobre) - Cours plus vite Charlie - J'ai peur, je t'aime | (13 janvier) - Je suis l'amour - Fumée (10 mars) - Rivière... ouvre ton lit - Je te veux (BOF du film L'Or de MacKenna - 20 mars) - L'or de Mackenna - Mackenna gold (instrumental) (23 juin) - Que je t'aime - Voyage au pays des vivants |

| 1970 | 1971 | 1972 |
| --- | --- | --- |
| (12 janvier) - Ceux que l'amour a blessé - Si tu pars (avril) - Jésus Christ - On me recherche (18 septembre) - Deux amis pour un amour - Rendez-moi le soleil | (5 janvier) - Essayez - C'est écrit sur le murs (5 avril) - Oh ! Ma jolie Sarah - Que j'aie tort ou raison (22 septembre) - Fils de personne - Il faut boire à la source | (15 mars) - Comme si je devais mourir demain - Hello US U.S.A (mai) - Fleur déracinée (Nanette Workman) - Apprendre à vivre ensemble (duo Nanette Workman, J. Hallyday) (18 juin) - Rien ne vaut cette fille-là - Toi tu voles l'amour (23 octobre) - Sauvez-moi - J'en mettrais pas ma main au feu (22 novembre) - Avant - Tu peux partir si tu le veux |

| 1973 | 1974 | 1975 |
| --- | --- | --- |
| (14 février) - Comme un corbeau blanc - La Musique que j'aime (13 mai) - Le Feu - J'ai besoin d'un ami (23 mai) - Le soleil se lève à l'est (BO de la série télé Le soleil se lève à l'est) (20 juin) - J'ai un problème (avec Sylvie Vartan) - Te tuer d'amour (avec Sylvie Vartan) (15 novembre) - Noël interdit - Fou d'amour | (18 mars) - Prends ma vie - Trop belle trop jolie (14 mai) - Je t'aime, je t'aime, je t'aime - Danger d'amour (18 septembre) - Johnny Rider - Le bol d'or (27 novembre) - Rock'n'roll man - Nadine | (8 janvier) - À propos de mon père - À l’hôtel des cœurs brisés (22 mai) - Hey Lovely Lady - La fille de l'été dernier (5 septembre) - La terre promise - La première fois |

| 1976 | 1977 | 1978 |
| --- | --- | --- |
| (10 février) - Requiem pour un fou - Les Chiens de paille (9 juin) - Derrière l'amour - Joue pas de rock'n'roll pour moi (septembre) - Gabrielle - Né pour vivre sans amour | (13 avril) - Le cœur en deux - Il neige sur Nashville (16 novembre) - Tant pis... c'est la vie - Au secours | (1er février) - J'ai oublié de vivre - Les filles du paradis (14 juin) - Elle m'oublie - La première pierre (18 octobre) - Revoilà ma solitude - La fille du square |

| 1979 | 1980 | 1981 |
| --- | --- | --- |
| (21 février) - Le bon temps du rock and roll - Tout m'enchaîne (27 juin) - Qu'est-ce que tu croyais - C'est mieux ainsi (3 octobre) - Toujours là - La fin du voyage | (janvier) - Ma gueule - Comme le soleil (juin) - À partir de maintenant - Qu'est-ce qu'elle fait (septembre) - Un diable entouré d'anges - La fille de l'hiver (décembre) - Chez madame Lolita - Guerre | (avril) - Excusez-moi de chanter encore du rock and roll (version live) - Je peux te faire l'amour (version live) (4 juin) - Je t'ai aimée - Le cœur fermé (11 novembre) - J'en ai marre - C'est pas facile |

| 1982 | 1983 | 1984 |
| --- | --- | --- |
| (21 janvier) - Le pénitencier (version 82) - Que je t'aime (version 82) (21 janvier) - Noir c'est noir (version 82) - La musique que j'aime (version 82) (19 février) - Montpellier - La caisse (18 juin) - Mon Amérique à moi - Solo una preghiera (6 octobre) - Je suis victime de l'amour - Il nous faudra parler d'amour un jour | (15 février) - J'ai épousé une ombre - Carte postale d'Alabama (live Palais des Sports 82) (avril) - Souvenirs, souvenirs (version 82 BO série télé Souvenirs souvenirs) - Je cherche une fille (version 82) (6 juin) - Pour ceux qui s'aiment - Signes extérieurs de richesse (23 octobre) - L'amour violent - La fille d'en face (24 octobre) - Signes extérieurs de richesse (BOF du film Signes extérieurs de richesse) - When you turn out the light | (20 mars) - Mon p'tit Loup (ça va faire mal) - Casualty Of Love (7 juin) - Drôle de métier - Blue Suede Shoes (en duo avec Carl Perkins) (31 août) - Ne tuez pas la liberté - Rien à personne (30 novembre) - Ne me quitte pas (live Zénith) - La garce |

| 1985 | 1986                                                                                           | 1987 |
| --- | ---------------------------------------------------------------------------------------------- | --- |
| (avril) - Le Chanteur abandonné - Pendue à mon cou (septembre) - Rock'n'roll attitude - La blouse de l'infirmière (octobre) - Quelque chose de Tennessee - Équipe de nuit | (février) - Aimer vivre - Qui ose aimer (novembre) - Je t'attends - Dans mes nuits...on oublie | (janvier) - J'oublierai ton nom (en duo avec Carmel) - Encore (juin) - Je te promets (edit) - Tu peux chercher |

### CDS et SP (1987-1993)
| 1987                                                                      | 1988 | 1989 |
| ------------------------------------------------------------------------- | --- | --- |
| (8 octobre) - Laura - Ton fils - J'oublierai ton nom (en duo avec Carmel) | (janvier) - L'Envie (version live, Bercy 1987) - Équipe de nuit (version live, Bercy 1987) - Gabrielle (version live, Bercy 1987) (avril) - Que je t'aime (version live, Bercy 1987) - Le Chanteur abandonné (version live, Bercy 1987) - Encore (version live, Bercy 1987) | (5 juin) - Mirador - Back to the blues - Mirador (remix) (5 octobre - uniquement en SP) - Si j'étais moi - L'étoile solitaire |

| 1990 | 1991 |  | 1992 |
| --- | --- |  | --- |
| (21 janvier) - Les Vautours - Rien à jeter - Testament d'un poète (5 mars) - Les Vautours (version longue) - La Musique que j'aime (version 1990) - Rien à jeter - Testament d'un poète (7 mai - uniquement en 45 tours) - Himalaya - Possible en moto (3 septembre - 45 tours) - Cadillac - Vietnam Vet (septembre - 45 tours picture disc) - Cadillac (remix) - Vietnam Vet (septembre - CDS 5 titres) - Intro Cadillac - Cadillac - C'est du vent - Possible en moto - Vietnam Vet (novembre) - Je ne suis pas un héros (version live, Bercy 1990) - Mystery Train (dernière Bercy 1990) - Honky Tonk Women (Bercy 1990) | (18 mars) - Diego libre dans sa tête (version live, Bercy 1990) - Mon p'tit loup (ça va faire mal) (version live, Bercy 1990) - Whole Lotta Shakin' Goin' On (version live, Bercy 1990) (19 novembre) - Ça ne change pas un homme (edit) - Tout pour te déplaire - Ça ne change pas un homme (version album) |  | (25 février) - Dans un an ou un jour (edit) - Ce jeu-là - Dans un an ou un jour (version album) (17 juin) - Et puis je sais (nouvelle version) - Tutti Frutti (version 1975 BOF La Gamine) (7 septembre) - True to you (nouvelle version) - La guitare fait mal (8 décembre) - La guitare fait mal (version Bercy 1992) - True to you (live Bercy 92) - La guitare fait mal (live "version Toulouse") |

| 1993 |
| --- |
| (22 mars - CDS et LP - c'est officiellement le dernier single diffusé en 45 tours) - Je veux te graver dans ma vie (version live, Bercy 1992) (edit) - Blue Suede Shoes (version live, Bercy 1992) |

### CDS (1993-2006)
| 1993 | 1994 | 1995 |
| --- | --- | --- |
| (juin - existe en CDS 2 titres) - Je serai là - Je serai là (version edit) - Retiens la nuit (version 1962) (septembre) - Requiem pour un fou (version live, Parc des princes 1993) - O Carole (version live, Parc des princes 93) | (octobre) - I wanna make love to you (edit) - I wanna make love to you (version album) - Before you change your mind | (1er mars) - Love affair (edit) - Love affair (version album) - Blue moon rising (6 juin) - J'la croise tous les matins (edit) - Un rêve à faire (version longue) (23 août) - Ne m'oublie pas (edit) - Tout feu toute femme (novembre) - Quand le masque tombe (edit) - Ami |

| 1996 | 1997                                           | 1998 |
| --- | ---------------------------------------------- | --- |
| (mars) - Rester libre (edit) - Aime moi (11 juin) - L'Hymne à l'amour (version live, Bercy 1995)(edit) - Lady Lucille (version live, Bercy 1995) (août) - Fool For Love-Requiem pour un fou (duos avec Michael Bolton) - Fool For Love (en duo avec Michael Bolton) (9 septembre) - Tes tendres années (version live, Lorada Tour 1995) - That's All Right (Mama) (version live Lorada Tour 1995) (novembre) - La Ville des âmes en peine - Comme un fou (décembre) - Rouler sur la rivière - Sur la route de Memphis | (mars) - Comme un roc - Memphis est loin d'ici | (13 janvier) - Ce que je sais - Nos limites (23 mars) - Debout - Que ma Harley repose en paix (juin) - Allumer le feu (edit) - Les moulins à vent (septembre) - Seul - Le chant des partisans |

| 1999 | 2000 | 2001 |
| --- | --- | --- |
| (février) - Requiem pour un fou (en duo avec Lara Fabian, live Stade de France 1998) (edit radio) - Je veux te graver dans ma vie (live Stade de France 98) (25 mai) - Vivre pour le meilleur - Vivre pour le meilleur (version symphonique) (24 août) - Un jour viendra - Ex (novembre) - Sang pour sang - Notre histoire | (février) - Partie de cartes - Les larmes de gloire (mai) - Pardon - Je t'aime comme je respire (septembre) - Quelques cris (version studio) - Quelques cris (version live à la Tour Eiffel) | (avril) - Pauvres Diables (BOF 15 août) (novembre) - On a tous besoin d'amour (en duo avec Clémence, version radio) - On a tous besoin d'amour (en duo avec Clémence, version clip) - On a tous besoin d'amour (version instrumentale) |

| 2002                                                                                           | 2003 | 2004 |
| ---------------------------------------------------------------------------------------------- | --- | --- |
| (avril) - Tous ensemble - Tous ensemble (version instrumentale) (octobre) - Marie - Dis-le moi | (février) - Ne reviens pas - J'ai rêvé de nous (mai) - L'Instinct - Pense à moi (octobre) - Je n'ai jamais pleuré - Personne d'autre | (décembre) - Tout au bout de nos peines (en duo avec Isabelle Boulay, extrait de son album Tout un jour) |

| 2005 | 2006                                                                                    |
| --- | --------------------------------------------------------------------------------------- |
| (24 octobre) - Ma religion dans son regard - Apprendre à aimer (5 décembre) - Mon plus beau Noël - Je prendrai soin de vous (inédit) | (13 mars) - Le temps passe - Tu es elle (inédit) (mai 2006) - La Paix - Elle s'en moque |

### CDS Warner (2006 - 2020)
| 2006 | 2007                                           | 2008 |
| --- | ---------------------------------------------- | --- |
| (septembre) - La loi du silence (inédit live Palais des Sports) - Cours plus vite Charlie (version live Palais des Sports) 18 novembre - Imagine (en duo avec Læticia Hallyday ; exclusivement sur les plates formes de téléchargements légal, vendu au profit de l'Unicef) 20 novembre - La quête (live Festival des Vieilles Charrues) - Mon plus beau Noël (version live Palais des Sports 2006) | 5 novembre - Always - Le Blues maudit (inédit) | 28 janvier 2008 - Chavirer les foules (edit) (exclusivement sur les plates formes de téléchargements légal) 17 mars 2008 - Que restera-t-il ? (exclusivement sur les plates formes de téléchargements légal) 10 novembre - Ça n'finira jamais (edit) - Croire en l'homme (inédit) 15 décembre - Si mon cœur |

| 2009 | 2011 | 2012                                                                                   |
| --- | --- | -------------------------------------------------------------------------------------- |
| 25 février 2009 - Ça peut changer le monde 28 décembre (versions live Stade de France) - Et maintenant - La terre promise | 10 janvier - Jamais seul (exclusivement sur les plates formes de téléchargements légales) 28 février - La Douceur de vivre (exclusivement sur les plates formes de téléchargements légales) 3 décembre - Autoportrait (exclusivement sur les plates formes de téléchargements légales - single offert) | 2 octobre - L'Attente (exclusivement sur les plates formes de téléchargements légales) |

| 2013 | 2014 | 2015 |
| --- | --- | --- |
| 20 avril (lors du Disquaire Day), 3 juin (commerce) - 20 ans - Prière pour un ami 1er novembre - Un jour l'amour te trouvera (exclusivement sur les plates formes de téléchargements légales) | 1er septembre - Regarde-nous (exclusivement sur les plates formes de téléchargements légales) 24 octobre - Seul (exclusivement sur les plates formes de téléchargements légales) | janvier - Te manquer (exclusivement sur les plates formes de téléchargements légales) 16 octobre - De l'amour (exclusivement sur les plates formes de téléchargements légales) 17 décembre - Mon cœur qui bat (exclusivement sur les plates formes de téléchargements légales) |

| 2016                                                                                  | 2017                   | 2018                                                            |
| ------------------------------------------------------------------------------------- | ---------------------- | --------------------------------------------------------------- |
| 16 avril (lors du Disquaire Day), 3 février (2017) (commerce) - Des raisons d'espérer | - Rester vivant (live) | 19 octobre - J'en parlerai au diable 19 novembre - Pardonne-moi |

| 2020 | - | - |
| --- | - | - |
| 9 octobre - Deux sortes d'hommes (inédit studio de 2014, sorti en trois singles maxi 45 tours - face B Tes tendres années (disque 1) / La terre promise (disque 2), Nashville Blues (disque 3) - face B titres live inédits enregistrés en 2014, en concert au Beacon Theatre de New York) 11 décembre - Le cœur en deux (version live, enregistrée en 2003, en concert au Palais omnisports de Paris-Bercy) |   |   |

## Classements des ventes de singles

### Années 1960
Les classements donnés pour la Suisse et la Suisse Romande sont ceux des ventes numériques (des singles de Johnny Hallyday sortis entre 1960 et 2001), atteints après sa mort.
| Années | Titres                                                                                 | Classement des ventes | Classement des ventes | Classement des ventes | Classement des ventes | Classement des ventes | Classement des ventes | Classement des ventes | Classement des ventes | Classement des ventes | Ventes  |
| Années | Titres                                                                                 | FRA ,                 | BEL/Wal ,             | BEL/Fl ,              | ITA                   | SUI ,                 | SUI/Rom ,             | ESP                   | P-B ,                 | ALL ,                 | Ventes  |
| ------ | -------------------------------------------------------------------------------------- | --------------------- | --------------------- | --------------------- | --------------------- | --------------------- | --------------------- | --------------------- | --------------------- | --------------------- | ------- |
| 1960   | T'aimer follement                                                                      |                       | 2                     | –                     | –                     |                       |                       | –                     | –                     | –                     | –       |
| 1960   | Souvenirs, souvenirs                                                                   |                       | 23                    | –                     | –                     |                       |                       | 14                    | –                     | –                     | –       |
| 1960   | Itsy, Bitsy Petit Bikini                                                               |                       | 1                     | –                     | –                     |                       |                       | –                     | –                     | –                     | –       |
| 1961   | Kili Watch                                                                             | 6                     | 1                     | –                     | –                     |                       |                       | –                     | –                     | –                     | –       |
| 1961   | Tu parles trop                                                                         | –                     | 6                     | –                     | –                     |                       |                       | –                     | –                     | –                     | –       |
| 1961   | Nous les gars, nous les filles                                                         | –                     | 28                    | –                     | –                     |                       |                       | –                     | –                     | –                     | –       |
| 1961   | 24.000 baisers                                                                         | –                     | –                     | –                     | –                     |                       |                       | –                     | –                     | –                     | –       |
| 1961   | Tutti Frutti                                                                           | 8                     | 13                    | –                     | –                     |                       |                       | –                     | –                     | –                     | –       |
| 1961   | À New Orleans                                                                          | 3                     | 29                    | –                     | –                     |                       |                       | –                     | –                     | –                     | –       |
| 1961   | Douce Violence                                                                         | 2                     | 22                    | –                     | –                     |                       |                       | –                     | –                     | –                     | –       |
| 1961   | Viens danser le twist                                                                  | 1                     | 1                     | –                     | –                     |                       |                       | 4                     | –                     | –                     | –       |
| 1961   | Wap Dou Wap                                                                            | –                     | 11                    | –                     | –                     |                       |                       | –                     | –                     | –                     | –       |
| 1962   | Retiens la nuit                                                                        | 1                     | 2                     | –                     | 11                    |                       |                       | 3                     | –                     | –                     | 300 000 |
| 1962   | I Got a Woman                                                                          | –                     | 31                    | –                     | –                     |                       |                       | –                     | –                     | –                     | –       |
| 1962   | Serre la main d'un fou                                                                 | 10                    | 19                    | –                     | –                     |                       |                       | –                     | –                     | –                     | 100 000 |
| 1962   | Pas cette chanson / Madison Twist                                                      | 1                     | 6                     | –                     | –                     |                       |                       | 6                     | –                     | –                     | 200 000 |
| 1962   | L'Idole des jeunes                                                                     | 1                     | 2                     | –                     | –                     |                       |                       | 8                     | –                     | –                     | 300 000 |
| 1962   | La Bagarre                                                                             | 14                    | 12                    | –                     | –                     |                       |                       | –                     | –                     | –                     | 50 000  |
| 1963   | Elle est terrible / Tes tendres années                                                 | 2                     | 2                     | 9                     | –                     |                       |                       | –                     | 1                     | –                     | 150 000 |
| 1963   | Les bras en croix                                                                      | 3                     | 6                     | 9                     | –                     |                       |                       | 20                    | 1                     | –                     | 200 000 |
| 1963   | Da dou ron ron                                                                         | 5                     | 2                     | –                     | –                     |                       |                       | 8                     | –                     | 29                    | 200 000 |
| 1963   | Pour moi la vie va commencer                                                           | 3                     | 1                     | 16                    | –                     |                       |                       | 18                    | 1                     | –                     | 300 000 |
| 1964   | Excuse-moi partenaire                                                                  | 4                     | 2                     | 17                    | –                     |                       |                       | –                     | –                     | –                     | 150 000 |
| 1964   | Dis-lui que j'en rêve                                                                  | 8                     | 11                    | –                     | –                     |                       |                       | –                     | –                     | –                     | 100 000 |
| 1964   | Les Mauvais Garçons                                                                    | 3                     | 7                     | –                     | –                     |                       |                       | –                     | –                     | –                     | 150 000 |
| 1964   | O Carole                                                                               | 14                    | 43                    | –                     | –                     |                       |                       | –                     | –                     | –                     | 50 000  |
| 1964   | Au rythme et au blues                                                                  | –                     | –                     | –                     | –                     |                       |                       | –                     | –                     | –                     | –       |
| 1964   | Johnny reviens                                                                         | –                     | –                     | –                     | –                     |                       |                       | –                     | –                     | –                     | –       |
| 1964   | Le Pénitencier                                                                         | 2                     | 1                     | –                     | –                     | 90                    | 14                    | 14                    | –                     | –                     | 300 000 |
| 1965   | Johnny lui dit adieu                                                                   | 5                     | 6                     | 19                    | –                     |                       |                       | –                     | –                     | –                     | 150 000 |
| 1965   | Quand revient la nuit                                                                  | 2                     | 8                     | –                     | –                     |                       |                       | –                     | –                     | –                     | 150 000 |
| 1965   | Mes yeux sont fous                                                                     | 8                     | 15                    | –                     | –                     |                       |                       | –                     | –                     | –                     | 100 000 |
| 1965   | Mon anneau d'or                                                                        | 13                    | 16                    | –                     | –                     |                       |                       | –                     | –                     | –                     | 100 000 |
| 1965   | Le diable me pardonne                                                                  | 9                     | 27                    | –                     | –                     |                       |                       | –                     | –                     | –                     | 75 000  |
| 1966   | Je l'aime                                                                              | 12                    | 9                     | –                     | –                     |                       |                       | –                     | –                     | –                     | 75 000  |
| 1966   | Cheveux longs et idées courtes                                                         | 3                     | 6                     | –                     | –                     |                       |                       | 18                    | –                     | –                     | 100 000 |
| 1966   | Noir c'est noir                                                                        | 1                     | 5                     | –                     | –                     |                       |                       | –                     | –                     | –                     | 200 000 |
| 1966   | Si j'étais un charpentier                                                              | 5                     | 3                     | –                     | –                     |                       |                       | –                     | –                     | –                     | 150 000 |
| 1967   | Hey Joe                                                                                | 7                     | 2                     | –                     | –                     |                       |                       | –                     | –                     | –                     | 100 000 |
| 1967   | Les chevaliers du ciel (B.O de la série télévisée Les Chevaliers du ciel)              | 5                     | –                     | –                     | –                     |                       |                       | –                     | –                     | –                     | 100 000 |
| 1967   | Aussi dur que du bois / Amour d'été                                                    | 3                     | 4                     | –                     | –                     |                       |                       | –                     | –                     | –                     | 200 000 |
| 1967   | Petite fille                                                                           | 9                     | 10                    | –                     | –                     |                       |                       | –                     | –                     | –                     | 75 000  |
| 1967   | San Francisco                                                                          | 5                     | 5                     | –                     | –                     |                       |                       | –                     | –                     | –                     | 250 000 |
| 1968   | L'histoire de Bonnie and Clyde                                                         | 5                     | 11                    | –                     | –                     | –                     |                       | –                     | –                     | –                     | 100 000 |
| 1968   | À tout casser (B.O du film À tout casser)                                              | 4                     | 11                    | –                     | –                     | –                     |                       | –                     | –                     | –                     | 100 000 |
| 1968   | Le ciel nous fait rêver (B.O de la série télévisée Les Chevaliers du ciel (2e saison)) | –                     | –                     | –                     | –                     | –                     |                       | –                     | –                     | –                     | –       |
| 1968   | Entre mes mains                                                                        | 2                     | 15                    | –                     | –                     | –                     |                       | –                     | –                     | –                     | 200 000 |
| 1968   | Cours plus vite Charlie                                                                | 3                     | 9                     | –                     | –                     | –                     |                       | –                     | –                     | –                     | 150 000 |
| 1969   | Fumée                                                                                  | 6                     | 24                    | –                     | –                     | –                     |                       | –                     | –                     | –                     | 100 000 |
| 1969   | Rivière... ouvre ton lit                                                               | 6                     | 23                    | –                     | –                     | –                     |                       | –                     | –                     | –                     | 100 000 |
| 1969   | L'or de McKenna (B.O du film L'or de McKenna)                                          | –                     | –                     | –                     | –                     | –                     |                       | –                     | –                     | –                     | –       |
| 1969   | Que je t'aime                                                                          | 1                     | 1                     | –                     | 1                     | 35                    | 5                     | 17                    | –                     | –                     | 700 000 |

Les cases grisées signifient que les classements de ce pays n'existaient pas lors de la sortie du disque ou que ceux-ci sont indisponibles, ce qui n'empêche pas des singles de se classer bien après leur sortie.

### Années 1970
Les classements donnés pour la Suisse et la Suisse Romande sont ceux des ventes numériques (des singles de Johnny Hallyday sortis entre 1960 et 2001), atteints après sa mort.
| Années | Titres                                                                          | Classement des ventes | Classement des ventes | Classement des ventes | Classement des ventes | Classement des ventes | Ventes et certifications |
| Années | Titres                                                                          | FRA ,                 | BEL/Wal ,             | BEL/Fl ,              | SUI ,                 | SUI/Rom ,             | Ventes et certifications |
| ------ | ------------------------------------------------------------------------------- | --------------------- | --------------------- | --------------------- | --------------------- | --------------------- | ------------------------ |
| 1970   | Ceux que l'amour a blessé / Si tu pars                                          | 2                     | 14                    | –                     | –                     |                       | 250 000                  |
| 1970   | Jésus-Christ / On me recherche                                                  | 1                     | –                     | –                     | –                     |                       | 300 000                  |
| 1970   | Deux amis pour un amour / Rendez-moi le soleil                                  | 1                     | 17                    | –                     | –                     |                       | 200 000                  |
| 1970   | Essayez / C'est écrit sur les murs                                              | 3                     | 14                    | –                     | –                     |                       | 200 000                  |
| 1971   | Oh ! Ma jolie Sarah / Que j'aie tord ou raison                                  | 1                     | 4                     | –                     | –                     |                       | 600 000                  |
| 1971   | Fils de personne / Boire à la source                                            | 4                     | 17                    | –                     | –                     |                       | 300 000                  |
| 1972   | Comme si je devais mourir demain / Hello US USA                                 | 5                     | 16                    | –                     | –                     |                       | 250 000                  |
| 1972   | Rien n'vaut cett' fille-là / Toi tu voles l'amour                               | 12                    | 27                    | –                     | –                     |                       | 100 000                  |
| 1972   | Sauvez-moi / J'en mettrai pas ma main au feu                                    | 12                    | 23                    | –                     | –                     |                       | 100 000                  |
| 1972   | Avant / Tu peux partir si tu le veux                                            | 11                    | 18                    | –                     | –                     |                       | 150 000                  |
| 1973   | Comme un corbeau blanc / La Musique que j'aime                                  | 4                     | 18                    | –                     | –                     | 17                    | 250 000                  |
| 1973   | Le Feu / J'ai besoin d'un ami                                                   | 17                    | 29                    | –                     | –                     |                       | 80 000                   |
| 1973   | Le soleil se lève à l'Est (B.O de la série télévisée Le soleil se lève à l'est) | –                     | –                     | –                     | –                     |                       | –                        |
| 1973   | J'ai un problème (avec Sylvie Vartan) / Te tuer d'amour (avec Sylvie Vartan)    | 2                     | 2                     | –                     | –                     |                       | 700 000                  |
| 1973   | Noël interdit / Fou d'amour                                                     | 1                     | 4                     | –                     | –                     |                       | 500 000                  |
| 1974   | Prends ma vie / Trop belle, trop jolie                                          | 1                     | 9                     | –                     | –                     |                       | 300 000                  |
| 1974   | Je t'aime, je t'aime, je t'aime / Danger d'amour                                | 6                     | 8                     | –                     | –                     |                       | 250 000                  |
| 1974   | Johnny Rider / Le Bol d'Or                                                      | 5                     | 14                    | –                     | –                     |                       | 200 000                  |
| 1974   | Rock'n'roll man / Nadine                                                        | –                     | 18                    | –                     | –                     |                       | –                        |
| 1975   | À propos de mon père / À l’hôtel des cœurs brisés                               | 11                    | 25                    | –                     | –                     |                       | 100 000                  |
| 1975   | Hey Lovely Lady / La fille de l'été dernier                                     | 3                     | 12                    | –                     | –                     |                       | 400 000                  |
| 1975   | La terre promise / La première fois                                             | 4                     | 13                    | –                     | –                     |                       | 250 000                  |
| 1976   | Requiem pour un fou / Les Chiens de paille                                      | 1                     | 3                     | –                     | 54                    | 7                     | 500 000 · Or             |
| 1976   | Derrière l'amour / Joue pas de rock'n'roll pour moi                             | 1                     | 4                     | –                     | –                     |                       | 600 000 · Or             |
| 1976   | Gabrielle / Né pour vivre sans amour                                            | 1                     | 1                     | 20                    | –                     |                       | 500 000 · Or             |
| 1977   | Le cœur en deux / Il neige sur Nashville                                        | 3                     | 5                     | –                     | –                     |                       | 500 000 · Or             |
| 1977   | Tant pis... c'est la vie / Au secours                                           | 7                     | 10                    | –                     | –                     |                       | 250 000                  |
| 1978   | J'ai oublié de vivre / Les filles du paradis                                    | 2                     |                       | –                     | –                     |                       | 500 000                  |
| 1978   | Elle m'oublie / La première pierre                                              | 5                     |                       | –                     | –                     |                       | 300 000                  |
| 1978   | Revoilà ma solitude / La fille du square                                        | 7                     |                       | –                     | –                     |                       | 200 000                  |
| 1979   | Le Bon Temps du rock and roll / Tout m'enchaîne                                 | 8                     |                       | –                     | –                     |                       | 250 000                  |
| 1979   | Qu'est-ce que tu croyais ? / C'est mieux ainsi                                  | 9                     |                       | –                     | –                     |                       | 200 000                  |
| 1979   | Toujours là / La fin du voyage                                                  | 9                     |                       | –                     | –                     |                       | 250 000                  |
| 1979   | Ma Gueule (version studio) / Comme le soleil (version live Pavillon de Paris)   | 4                     |                       | –                     | –                     |                       | 400 000                  |

### Années 1980
Les classements donnés pour la Suisse et la Suisse Romande sont ceux des ventes numériques (des singles de Johnny Hallyday sortis entre 1960 et 2001), atteints après sa mort.
| Années | Titres                                                                                          | Classement des ventes | Classement des ventes | Classement des ventes | Ventes et certifications |
| Années | Titres                                                                                          | FR ,                  | SUI ,                 | SUI/Rom ,             | Ventes et certifications |
| ------ | ----------------------------------------------------------------------------------------------- | --------------------- | --------------------- | --------------------- | ------------------------ |
| 1980   | À partir de maintenant / Qu'est-ce qu'elle fait                                                 | 9                     | –                     |                       | 250 000                  |
| 1980   | Un diable entouré d'anges / La fille de l'hiver                                                 | 14                    | –                     |                       | 150 000                  |
| 1981   | Chez madame Lolita / Guerre                                                                     | 17                    | –                     |                       | 150 000                  |
| 1981   | Excusez-moi de chanter encore du rock and roll / Je peux te faire l'amour (versions album Live) | 17                    | –                     |                       | 100 000                  |
| 1981   | Je t'ai aimée / Le cœur fermé                                                                   | 7                     | –                     |                       | 250 000                  |
| 1981   | J'en ai marre / C'est pas facile                                                                | 10                    | –                     |                       | 150 000                  |
| 1982   | Montpellier / La caisse                                                                         | 17                    | –                     |                       | 150 000                  |
| 1982   | Mon Amérique à moi / Solo una preghiera (Ave Maria)                                             | 15                    | –                     |                       | 200 000                  |
| 1982   | Je suis victime de l'amour / Il nous faudra parler d'amour un jour                              | 13                    | –                     |                       | 200 000                  |
| 1983   | J'ai épousé une ombre / Cartes postales d'Alabama (version live Palais des sports 82)           | 19                    | –                     |                       | 150 000                  |
| 1983   | Pour ceux qui s'aiment / Signes extérieurs de richesse                                          | 13                    | –                     |                       | 250 000                  |
| 1983   | L'Amour violent / La fille d'en face                                                            | –                     | –                     |                       | 100 000                  |
| 1984   | Mon p'tit loup (ça va faire mal) / Casualty of love                                             | –                     | –                     |                       | 100 000                  |
| 1984   | Drôle de métier / Blue Suede Shoes (en duo avec Carl Perkins)                                   | –                     | –                     |                       | –                        |
| 1984   | Ne tuez pas la liberté / Rien à personne                                                        | 19                    | –                     |                       | 150 000                  |
| 1984   | Ne me quitte pas (version live Zénith 1984) / La Garce (version studio)                         | –                     | –                     |                       | –                        |
| 1985   | Le Chanteur abandonné / Pendue à mon cou                                                        | 13                    | –                     |                       | 250 000                  |
| 1985   | Rock'n'roll attitude / La blouse de l'infirmière                                                | 118                   | –                     |                       | –                        |
| 1985   | Quelque chose de Tennessee / Équipe de nuit                                                     | 3                     | 25                    | 3                     | 250 000 · Argent         |
| 1986   | Aimer vivre / Qui ose aimer                                                                     | 28                    | –                     |                       | –                        |
| 1986   | Je t'attends / Dans mes nuits... on oublie                                                      | 23                    | –                     |                       | 80 000                   |
| 1987   | J'oublierai ton nom (en duo avec Carmel) / Encore                                               | 7                     | –                     |                       | 250 000 · Argent         |
| 1987   | Je te promets / Tu peux chercher                                                                | 1                     | 19                    | 1                     | 400 000 · Diamant,       |
| 1987   | Laura / Ton fils                                                                                | 5                     | 62                    | 11                    | 300 000                  |
| 1988   | L'Envie / Équipe de nuit (versions live Bercy 1987)                                             | 2                     | 26                    | 3                     | 100 000                  |
| 1988   | Que je t'aime / Le Chanteur abandonné (versions live Bercy 1987)                                | 31                    | –                     |                       | –                        |
| 1989   | Mirador / Back to the blues                                                                     | 3                     | –                     |                       | 200 000 · Argent         |
| 1989   | Si j'étais moi / L'étoile solitaire                                                             | 25                    | –                     |                       | 75 000                   |

### Années 1990
Les classements donnés pour la Suisse et la Suisse Romande sont ceux des ventes numériques (des singles de Johnny Hallyday sortis entre 1960 et 2001), atteints après sa mort.
| Années | Titres                                                                         | Classement des ventes | Classement des ventes | Classement des ventes | Classement des ventes | Ventes et Certifications |
| Années | Titres                                                                         | FR ,                  | BEL/Wal ,             | SUI ,                 | SUI/Rom ,             | Ventes et Certifications |
| ------ | ------------------------------------------------------------------------------ | --------------------- | --------------------- | --------------------- | --------------------- | ------------------------ |
| 1990   | Les Vautours                                                                   | 30                    |                       | –                     |                       | –                        |
| 1990   | Himalaya                                                                       | 30                    |                       | –                     |                       | –                        |
| 1990   | Cadillac                                                                       | 39                    |                       | –                     |                       | –                        |
| 1991   | Je ne suis pas un héros (version live Bercy 1990)                              | 18                    |                       | –                     |                       | 40 000                   |
| 1991   | Diego libre dans sa tête (version live Bercy 1990)                             | 6                     |                       | 58                    | 8                     | 75 000                   |
| 1991   | Ça ne change pas un homme                                                      | 7                     |                       | –                     |                       | 75 000                   |
| 1992   | Dans un an ou un jour                                                          | 7                     |                       | –                     |                       | 50 000                   |
| 1992   | Et puis je sais                                                                | 16                    |                       | –                     |                       | 30 000                   |
| 1992   | True to you                                                                    | 18                    |                       | –                     |                       | 30 000                   |
| 1992   | Laisse les filles                                                              | 39                    |                       | –                     |                       | –                        |
| 1992   | La guitare fait mal (version live Bercy 92)                                    | 33                    |                       | –                     |                       | –                        |
| 1993   | Je veux te graver dans ma vie (version live Bercy 92)                          | 16                    |                       | –                     |                       | –                        |
| 1993   | Je serai là                                                                    | 8                     |                       | –                     |                       | 75 000                   |
| 1993   | Requiem pour un fou (version live Parc des Princes 1993)                       | 28                    |                       | –                     |                       | –                        |
| 1994   | I Wanna Make Love to You                                                       | 18                    |                       | –                     |                       | –                        |
| 1995   | Love Affair (en duo avec Kathy Mattea)                                         | 35                    | –                     | –                     |                       | –                        |
| 1995   | J'la croise tous les matins                                                    | 7                     | 21                    | –                     |                       | 50 000                   |
| 1995   | Ne m'oublie pas                                                                | 18                    | 18                    | –                     |                       | 40 000                   |
| 1995   | Quand le masque tombe                                                          | 22                    | –                     | –                     |                       | –                        |
| 1996   | Rester libre                                                                   | 28                    | –                     | –                     |                       | –                        |
| 1996   | L'Hymne à l'amour (version live Lorada Tour)                                   | 5                     | 5                     | –                     |                       | 150 000                  |
| 1996   | Tes tendres années (version live Lorada Tour)                                  | 14                    | 32                    | –                     |                       | –                        |
| 1996   | Fool for love-Requiem pour un fou (duos avec Michael Bolton)                   | 12                    | 12                    | –                     |                       | –                        |
| 1996   | La Ville des âmes en peine                                                     | 33                    | –                     | –                     |                       | –                        |
| 1997   | Rouler sur la rivière                                                          | –                     | –                     | –                     |                       | –                        |
| 1997   | Comme un roc                                                                   | –                     | –                     | –                     |                       | –                        |
| 1998   | Ce que je sais                                                                 | 9                     | 16                    | –                     |                       | 75 000                   |
| 1998   | Debout                                                                         | 58                    | –                     | –                     |                       | –                        |
| 1998   | Allumer le feu                                                                 | 10                    | –                     | 69                    | 12                    | –                        |
| 1998   | Seul                                                                           | 32                    | –                     | –                     |                       | –                        |
| 1999   | Requiem pour un fou (version live Stade de France 98, en duo avec Lara Fabian) | 8                     | 11                    | –                     |                       | –                        |
| 1999   | Vivre pour le meilleur                                                         | 2                     | 2                     | 40                    | 6                     | Or                       |
| 1999   | Un jour viendra                                                                | 6                     | 5                     | –                     |                       | Or                       |
| 1999   | Sang pour sang                                                                 | 9                     | 12                    | 53                    | 9                     | –                        |

### Années 2000-2010
Les classements donnés pour la Suisse et la Suisse Romande sont ceux des ventes numériques (des singles de Johnny Hallyday sortis entre 1960 et 2001), atteints après sa mort.
| Années | Titres                                                               | Classement des ventes | Classement des ventes | Classement des ventes | Classement des ventes | Ventes et certifications |
| Années | Titres                                                               | FR ,                  | BEL/Wal ,             | SUI ,                 | SUI/Rom ,             | Ventes et certifications |
| ------ | -------------------------------------------------------------------- | --------------------- | --------------------- | --------------------- | --------------------- | ------------------------ |
| 2000   | Partie de cartes                                                     | 13                    | 34                    | –                     |                       | –                        |
| 2000   | Pardon                                                               | 9                     | 28                    | –                     |                       | –                        |
| 2000   | Quelques cris                                                        | 11                    | 35                    | –                     |                       | –                        |
| 2000   | Pauvres diables (vous les femmes)                                    | 17                    | 14                    | –                     |                       | –                        |
| 2001   | On a tous besoin d'amour (avec Clémence)                             | 4                     | 3                     | –                     |                       | –                        |
| 2002   | Tous ensemble                                                        | 1                     | 11                    | –                     |                       | Platine                  |
| 2002   | Marie                                                                | 1                     | 2                     | 7                     | 8                     | 1 400 000 · Diamant      |
| 2003   | Ne reviens pas                                                       | 8                     | 20                    | 58                    |                       | –                        |
| 2003   | L'Instinct                                                           | 9                     | 17                    | 32                    |                       | –                        |
| 2003   | Je n'ai jamais pleuré                                                | 4                     | 4                     | 38                    |                       | –                        |
| 2004   | Tout au bout de nos peines (avec Isabelle Boulay)                    | 3                     | 7                     | 23                    |                       | Or                       |
| 2005   | Ma religion dans son regard                                          | 2                     | 2                     | 16                    |                       | –                        |
| 2005   | Mon plus beau Noël                                                   | 1                     | 2                     | 14                    |                       | –                        |
| 2006   | Le temps passe (avec Ministère Amer feat. Doc Gynéco)                | 4                     | 9                     | 54                    |                       | –                        |
| 2006   | La Paix                                                              | 16                    | –                     | 85                    |                       | –                        |
| 2006   | La Loi du silence                                                    | 1                     | 5                     | 44                    |                       | –                        |
| 2006   | La Quête                                                             | 6                     | 7                     | 61                    |                       | –                        |
| 2007   | Always                                                               | 2                     | 8                     | 56                    |                       | –                        |
| 2008   | Chavirer les foules                                                  | –                     | –                     | –                     |                       | –                        |
| 2008   | Que restera-t-il ?                                                   | –                     | –                     | –                     |                       | –                        |
| 2008   | Ça n'finira jamais                                                   | 1                     | 12                    | –                     |                       | –                        |
| 2008   | Si mon cœur                                                          | –                     | –                     | –                     |                       | –                        |
| 2009   | Ça peut changer le monde                                             | –                     | –                     | –                     |                       | –                        |
| 2009   | Joue pas de rock'n'roll pour moi (version live Stade de France 2009) | –                     | –                     | –                     |                       | –                        |
| 2009   | Et maintenant                                                        | 3                     | –                     | –                     |                       | –                        |
| 2011   | Jamais seul                                                          | –                     | –                     | –                     | –                     | –                        |
| 2011   | La Douceur de vivre                                                  | 64                    | 30                    | –                     | –                     | –                        |
| 2012   | Autoportrait                                                         | 23                    | –                     | –                     | –                     | –                        |
| 2012   | L'Attente                                                            | 26                    | 13                    | –                     | –                     | –                        |
| 2013   | 20 ans                                                               | 38                    | –                     | –                     | –                     | –                        |
| 2013   | Un jour l'amour te trouvera                                          | 90                    | –                     | –                     | –                     | –                        |
| 2014   | Regarde-nous                                                         | 14                    | 41                    | –                     | –                     | –                        |
| 2014   | Seul                                                                 | 13                    | 34                    | –                     | –                     | –                        |
| 2015   | Te manquer                                                           | 179                   | –                     | –                     | –                     | –                        |
| 2015   | De l'amour                                                           | 31                    | 31                    | –                     | –                     | –                        |
| 2016   | Un dimanche de janvier                                               | 192                   | –                     | –                     | –                     | –                        |
| 2016   | Des raisons d'espérer                                                | 58                    | –                     | –                     | –                     | –                        |
| 2017   | Rester vivant (live)                                                 | 32                    | –                     | –                     | –                     | –                        |
| 2018   | J'en parlerai au diable                                              | 1                     | 22                    | 29                    | 2                     | –                        |
| 2018   | Pardonne-moi                                                         | 3                     | –                     | 67                    | 3                     | –                        |
| 2019   | Diego libre dans sa tête (version 2019)                              | 3                     | –                     | –                     | –                     | Or                       |
| 2020   | Deux sortes d'hommes (inédit studio de 2014)                         | 1                     | –                     | –                     | –                     | –                        |
| 2020   | Le cœur en deux (version live Bercy 2003, inédit)                    | 1                     | –                     | –                     | –                     | –                        |